# Haut-de-Bosdarros
Haut-de-Bosdarros är en kommun i departementet Pyrénées-Atlantiques i regionen Nouvelle-Aquitaine i sydvästra Frankrike. Kommunen ligger i kantonen Nay-Ouest som tillhör arrondissementet Pau. År 2022 hade Haut-de-Bosdarros 325 invånare.

## Befolkningsutveckling
Antalet invånare i kommunen Haut-de-Bosdarros
| Referens: INSEE |